# Hermann Graf
Hermann Graf (12 d'octubre de 1912 - 4 de novembre de 1988 va ser un pilot de caces de la Luftwaffe alemanya, que es convertí en un as de l'aviació durant la Segona Guerra Mundial, en la que va combatre tant al Front Oriental com a l'Occidental, amb 212 victòries aèries assolides en 830 sortides de combat, i sent condecorat el 16 de setembre de 1942 amb la Creu de Cavaller amb Fulles de Roure, Espases i Brillants.

## Biografia
Hermann Graff va néixer a Engen (Baden-Württemberg). Nascut en una família de recursos modestos, i amb una escolarització justa, va ser aprenent de manyà i després treballà com a clergue. Graf era un jugador hàbil de futbol, jugant com a porter (de no hagués estat per la guerra, segurament hagués pogut arribar a ser internacional). Igual que molts altres joves alemanys, va obtenir la seva llicència com a pilot de planador (1932), la qual cosa li permeté ser acceptat per rebre l'entrenament bàsic de pilot d'avions de motor el 1936, ingressà a la Luftwaffe, seguint allà cursos avançats de pilotatge entre 1936 i 1938, enmig d'una intensa activitat de l'expansió de l'arma aèria a l'Alemanya Nazi.

### Segona Guerra Mundial
Després del seu ingrés va ser destinat al Jagdgeschwader 51 (II./JG-51), una esquadrilla de caces equipada amb Messerschmitt Bf 109 E1, amb rang de Unteroffizier (sergent). Durant la batalla de França de 1940 va efectuar 21 sortides de patrulla per la frontera germano-francesa, sense arribar ni tan sols a disparar ni un sol tret durant la "Guerra de Broma". El 20 de gener de 1940 va ser destinat com a instructor de vol a un grup de caces de reserva situat a Merseburg.
El dia 1 de maig va ser promogut a Leutnant, alhora que se'l destinava al Jagdgeschwader 52 el 6 d'octubre (el seu segon era Leopold Steinbatz). El 14 d'octubre la seva unitat va ser transferida a Romania, on prengué part en la formació de pilots en aquell país, aliat dels alemanys. A finals de maig de 1941 va ser enviat a Grècia amb un destacament del III./JG-52, per servir de suport a la prevista invasió alemanya de Creta. Durant aquell període prengué part en nombroses missions d'atac a terra.
Després de la batalla, la seva unitat va ser enviada de nou a Romania, com a etapa prèvia abans de marxar cap a un aeròdrom als territoris de la Unió Soviètica ja ocupats durant l'Operació Barbarroja. El 4 d'agost de 1941 va aconseguir la seva primera victòria aèria, un Polikarpov I-16 durant una missió d'escorta de Stukas a la rodalia de Kíev. A l'octubre ja havia aconseguit 12 victòries, i el 24 de gener de 1942 rebria la Creu de Cavaller de la Creu de Ferro per la seva 45a victòria. En poc temps havia aconseguit una xifra impressionant d'èxits, abatent 48 avions enemics en només 3 setmanes. El 14 de maig va aconseguir 8 victòries en un únic dia, i el 17 de maig va afegir les Fulles de Roure a la seva Creu de Cavaller en honor de les seves 104 victòries. Només dos dies després rebria les Espases, tot i que només havia afegit dues victòries més al seu compte.
A partir d'agost recolzà el Heeresgrüppe Süd en el seu avanç cap a Stalingrad. Hermann Graf va ser el primer pilot de caça de la història en arribar a les 200 victòries, quan el 26 de setembre va abatre els seus enemics número 200, 201 i 202 a la mateixa vertical de l'aeròdrom de Pitomnik, prop de Stalingrad. Com a conseqüència, va ser promogut a Hauptmann i va afegir els Diamants a la seva Creu de Cavaller, sent en cinquè pilot de la Luftwaffe en aconseguir-ho. Poc després se li ordenà no tornar a volar en vols operatius, ja que l'OKW estava preocupat pels danys morals que es produirien en cas de ser abatut (feia poc que havia mort un altre as de l'aviació, Hans-Joachim Marseille.)
A inicis de 1943 Graf, ara ja un major, va ser enviat a França per comandar el Ergänzungs-Jagdgruppe Ost, una escola de vol avançada per a pilots de caça, amb seu prop de Bordeus. El 21 de juny va ser nomenat comandant del Jagdgruppe 50, una unitat de caces de gran alçada per combatre l'amenaça dels Mosquitos de la RAF.
El 1943, Graf usà la seva fama i la seva influència per salvar als millors jugadors de futbol del servei al front, fent-los transferir al JGr 50, sota el pretext que necessitava experts tècnics. Fundà un equip propi de la Luftwaffe, els Rote Jäger (caçadors roigs), que gaudí de certa popularitat al Tercer Reich. Entre els seus jugadors estava Fritz Walter, futur capità de l'equip alemany guanyador de la Copa del Món de 1954.
To i que havia sigut preservat dels combats per motius propagandístics, també va ser el primer dels pilots exclosos que hi tornà, donada la manca de pilots a Alemanya. Durant la seva estada al JGr 50, Graf va abatre 3 avions més, incloent dos bombarders B-17 Flying Fortress. A l'octubre, la unitat va ser desbandada per Göring i absorbida al I./JG 301, sent Graf nomenat a  Oberst i nomenat Geschwaderkommodore del JG 11 l'11 de novembre. El JG11 estava encarregat de la defensa del Reich, i tot i que tenia prohibit volar en missions operatives, durant els 4 mesos següents Graf va abatre 6 avions més.
El 29 de març de 1944, Graf va abatre un P-51 Mustang, i en la confusió de la lluita que seguí esquivà un altre. Aconseguí saltar, però resultà ferit i va haver de passar algun temps a l'hospital. Després de recuperar-se, l'1 d'octubre va ser nomenat Kommodore de la seva vella unitat, el JG 52, que encara operava al Front Oriental. Amb les forces alemanyes en retirada, en aquesta ocasió Graf no va tenir possibilitat de participar en els combats aeris. Malgrat tot, va aconseguir fer pujar el seu marcador fins a les 212 victòries abans de rendir-se als americans el 8 de maig de 1945. Graf desobeí les ordres del General Hans Seidemann, que els havia ordenat a ell i a Erich Hartmann que volessin cap al sector britànics per evitar ser capturats pels soviètics. Graf preferí rendir la seva unitat a la 90a Divisió d'Infanteria a Pilsen (Txecoslovàquia).
De les seves 212 victòries, 10 van ser a l'oest, i 6 d'elles contra bombarders pesats.

### Després de la guerra
Si bé la JG 52 s'havia rendit a una unitat americana, en virtut d'un acord signat entre soviètics i americans, la majoria dels seus integrants van ser lliurats als soviètics. Havent estat distingit per la màquina propagandística alemanya, Graf era una peça cobejada pels soviètics. Graf i Hartman van ser deportats al camp de presoners de Griazovets, a la rodalia de Moscou, i com que ambdós eren receptors de la Creu de Cavaller amb Fulles de Roure, Espases i Brillants, van ser objecte de grans pressions exercides per l'NKVD perquè reconeguessin la culpabilitat de la Wehrmacht en les vexacions i els crims que s'havien comès contra els ciutadans soviètics durant la guerra. Si bé Hartmann no va cedir (la qual cosa li comportà uns 10 anys d'estada als camps soviètics), Graf cedí molt aviat, reconeixent públicament que la guerra va ser un error. A més, ingressà a la BDO, la Federació d'Oficials Alemanys que col·laborava amb l'Exèrcit Roig. Va ser alliberat el 29 de desembre de 1949. Aquest prompte alliberament (molt anterior a la resta de pilots alemanys), el seu retorn a Alemanya i el reconeixement públic li comportaren l'exclosió de l'associació d'antics pilots de caça (Kameradschaftsbund der Jagdflieger), a més del fet que planegés sobre ell la sospita (falsa) que era un espia soviètic. Això augmentà a causa de la publicació d'un llibre titulat "Dic la Veritat", publicat per un altre as de l'aviació alemany i presoner de guerra soviètic, Hans "Assi" Hahn.
El 1965 se li diagnosticà la malaltia de Parkinson, i morí a casa seva, a Engen, el 4 de novembre de 1988.

## Condecoracions
- Creu de Cavaller de la Creu de Ferro amb Fulles de Roure, Espases i Brillants:
  - Creu de Cavaller de la Creu de Ferro – 24 de gener de 1942
  - Fulles de Roure (93è) – 17 de maig de 1942
  - Espases (11è) – 19 de maig de 1942
  - Brillants (5è) – 16 de setembre de 1942
- Creu de Ferro de 1a classe - 1941
- Creu de Ferro de 2a classe - 1941
- Insígnia Combinada de Pilot-Observador en Or i Diamants
- Copa d'Honor de la Luftwaffe – 15 de desembre de 1941
- Creu Alemanya en Or – abril de 1942
- Insígnia de Ferit
- 5 mencions al Wehrmachtbericht